# Cyabararika
Cyabararika ist eine von vier Zellen (Verwaltungseinheiten 4. Ebene) im Sektor Muhoza des Distrikts Musanze in der Nordprovinz von Ruanda. Sie liegt auf einer Höhe von etwa 1850 m. Nachbarzellen sind im Norden Bukinanyana, im Osten Kabirizi, im Süden Kigombe und im Westen Mpenge. Im Norden von Cyabararika befindet sich das Feucht- und Vogelbeobachtungsgebiet Kiguhu. Im Südwesten liegt Cyabararika an der asphaltierten Nationalstraße 2. In der Nähe dieser befinden sich auch die Isaac-Wasserfälle am Mpenge. Der Wasserlauf verläuft entlang der Südwestgrenze von Cyabararika, während der Nyamutukura, der in den Mpenge mündet, die Südostgrenze bildet. An der Südspitze der Zelle mündet der Mpenge nach weiteren kleinen Wasserfällen wiederum in den Mukungwa.